# Alfabeto Árabe de Chat
O Alfabeto Árabe de Chat é utilizado para a comunicação em idioma árabe através da Rede Mundial de Computadores - internet - ou para o envio de curtas mensagens através de telefones celulares ou móveis, quando o alfabeto árabe atual não está disponível por razões de ordem técnica. Principalmente é uma forma de codificação do alfabeto árabe através do alfabeto latino. Os usuários deste alfabeto desenvolveram algumas notações especiais para a transliteração de algumas letras que não existem no alfabeto latino, um exemplo seria a letra "ain" (ع), que vira um número 3, ou a "he" (ح), que se transforma num 7.
Tabela de comparação
Devido à informalidade das situações de uso desse sistema, há para algumas letras mais de uma possibilidade, o que reflete muitas vezes os dialetos e diferentes pronúncias da língua árabe.
| Letra Árabe | Alfabeto Árabe de Chat   |
| ----------- | ------------------------ |
| ء‎ أ ؤ إ ئ آ‎ | 2 / '                    |
| ا‎           | a / e / é / è            |
| ب‎           | b / p                    |
| ت‎           | t                        |
| ث‎           | s / th                   |
| ج‎           | g / j / dj               |
| ح‎           | 7                        |
| خ‎           | kh / 7' / 5              |
| د‎           | d                        |
| ذ‎           | z / dh / th              |
| ر‎           | r                        |
| ز‎           | z                        |
| س‎           | s                        |
| ش‎           | sh / ch                  |
| ص‎           | s / 9                    |
| ض‎           | d / 9'                   |
| ط‎           | t / 6                    |
| ظ‎           | z / dh / t' / 6'         |
| ع‎           | 3                        |
| غ‎           | gh / 3'                  |
| ف‎           | f / v                    |
| ق‎           | 2 / g / q / 8 / 9        |
| ك‎           | k / g                    |
| ل‎           | l                        |
| م‎           | m                        |
| ن‎           | n                        |
| ه‎           | h / a / e / ah / eh      |
| ة‎           | a / e / ah / eh          |
| و‎           | w / o / u / ou / oo      |
| ي‎ ou ى‎      | y / i / ee / ei / ai / a |